# أنغويلا

جزر أنغويلا

أنغويلا هي أقليم ما وراء البحار تابع لبريطانيا في الكاريبي وهي جزيرة من جزر ليوارد من جزر الأنتيل الصغرى التي تقع في أقصى الشمال. وتتكون من الجزيرة الرئيسية وهي أنغويلا نفسها وطولها 26 كلم (16 ميل) وأقصى عرضها هو 5 كلم (3 ميل) ومن عدد من الجزر الصغيرة والمرجانية التي لا يوجد فيها سكان دائمون.
و هي جزيرة تابعة للمملكة المتحدة. تبلغ مساحتها 96 كم²، وعدد سكانها نحو 11,000 نسمة. ومعظمها مسطح، وطقسها جاف مشمس، ويقوم مجمع سكاني يدعى ذا فالي مقام العاصمة غير الرسمية.

## تاريخ الجزيرة

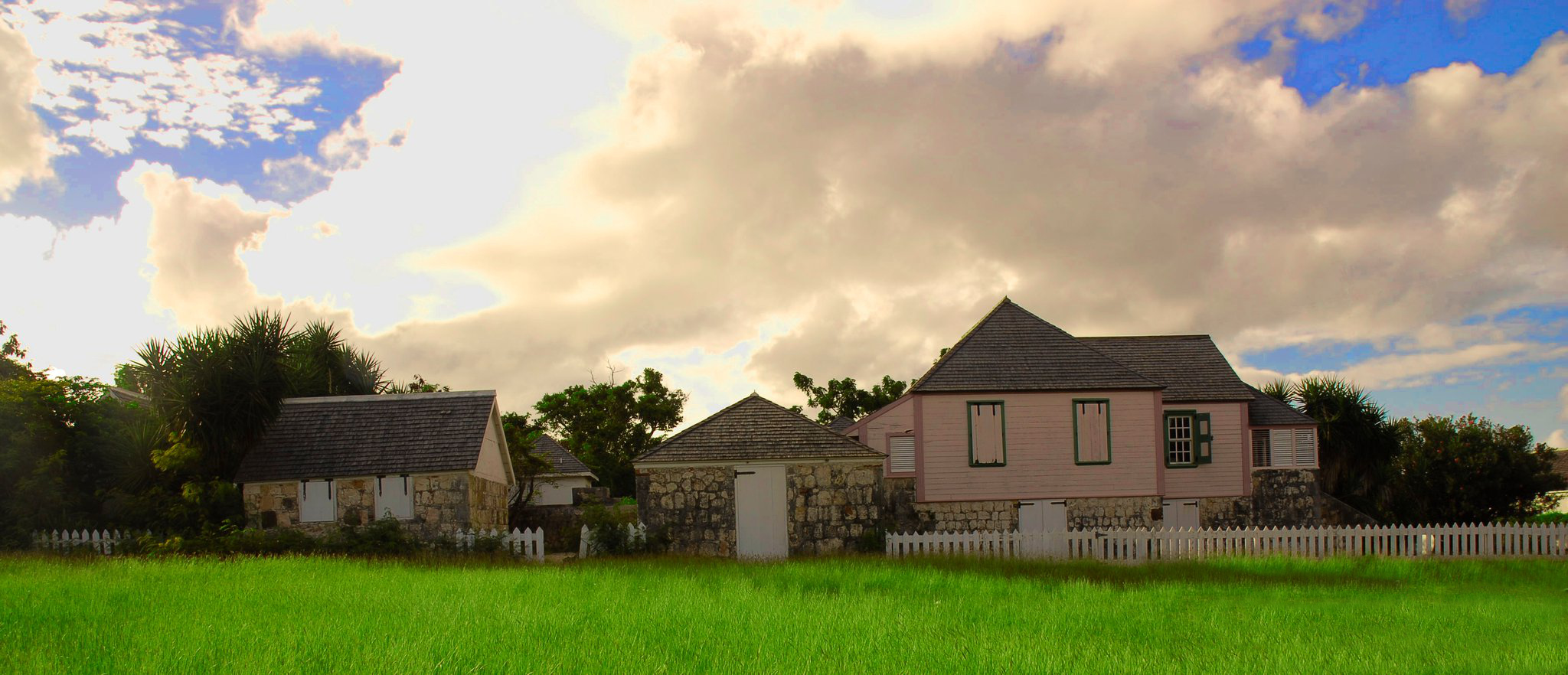
منزل والبليك، وهو منزل مزرعة يُعتقد أنه أقدم مبنى في أنغويلا

من المرجح أن هنود الكاريب كانوا أول من استوطن أنغويلا. وقد أصبحت الجزيرة مستعمرة بريطانية عام 1650م. وفي عام 1882م جعلت بريطانيا أنغويلا وجزر سانت كريستوفر تسمى عامة بسانت كيتس ونيفيس الكاريبية مستعمرة واحدة، وأصبحت ولاية تابعة لبريطانيا عام 1967م لكن معظم السكان فضّلوا الانفصال عن سانت كريستوفر (سانت كيتس الآن) ونيفيس. وفي عام 1976م أصبحت أنغويلا ـ فعليًا ـ تابعية بريطانية منفصلة. وقد تم تغيير وضعها رسميًا إلى تابعية منفصلة عام 1980م. في عام 1984م أصبحت سانت كيتس (سانت كريستوفر) ونيفيس دولة مستقلة.

## النشاط الرئيسي
- صيد الأسماك.
- إنتاج الملح.
- السياحة

وتأتي أنغويلا في المركز 205 في أكبر اقتصادات العالم.

## أعلام
- كيث كونور
- فيكتور بانكس
- روبرت تاونسند
- كارلوس لاك
- كارلوس نيوتن
- داميان بيلي